# Veynes
Veynes är en kommun i departementet Hautes-Alpes i regionen Provence-Alpes-Côte d'Azur i sydöstra Frankrike. Kommunen ligger  i kantonen Veynes som ligger i arrondissementet Gap. År 2022 hade Veynes 3 244 invånare.

## Befolkningsutveckling
Antalet invånare i kommunen Veynes
Referens:INSEE

## Galleri

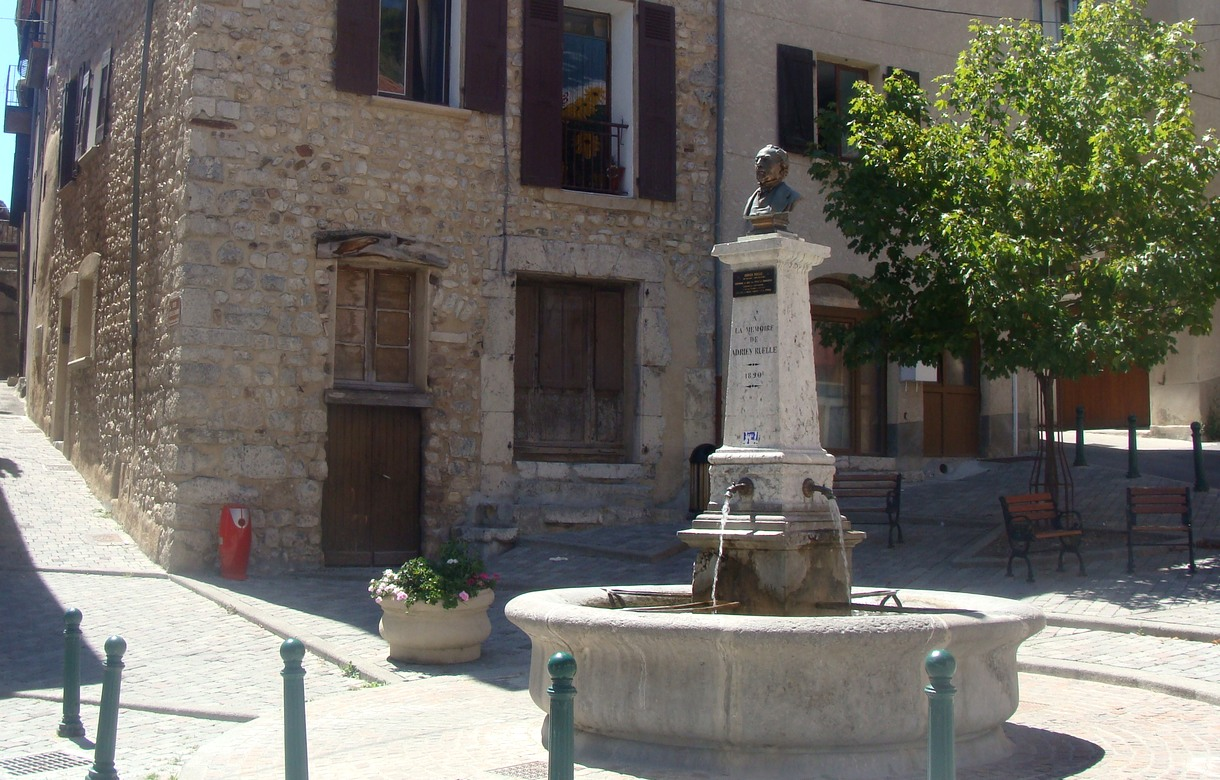
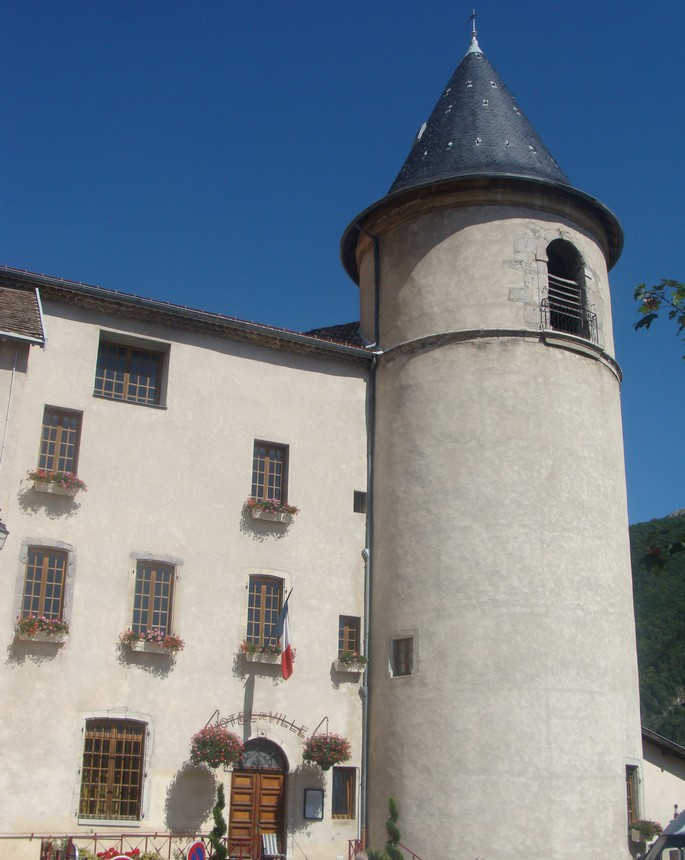
Stadshuset
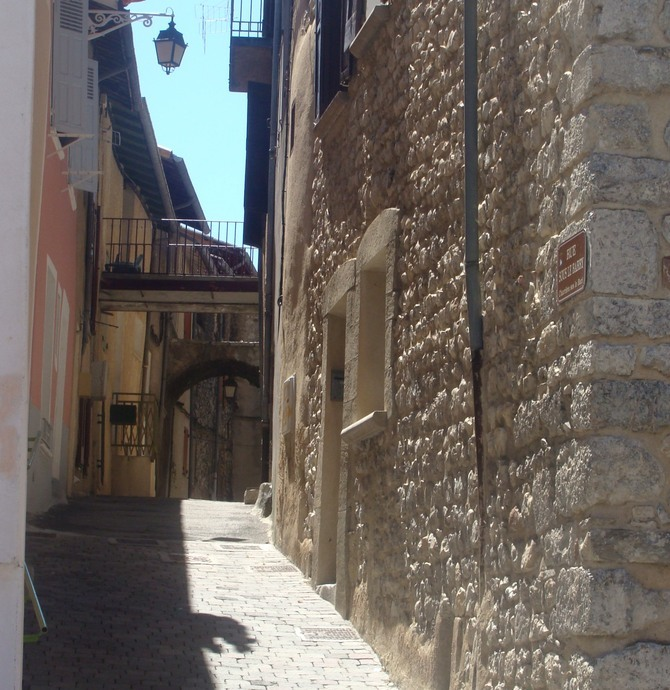
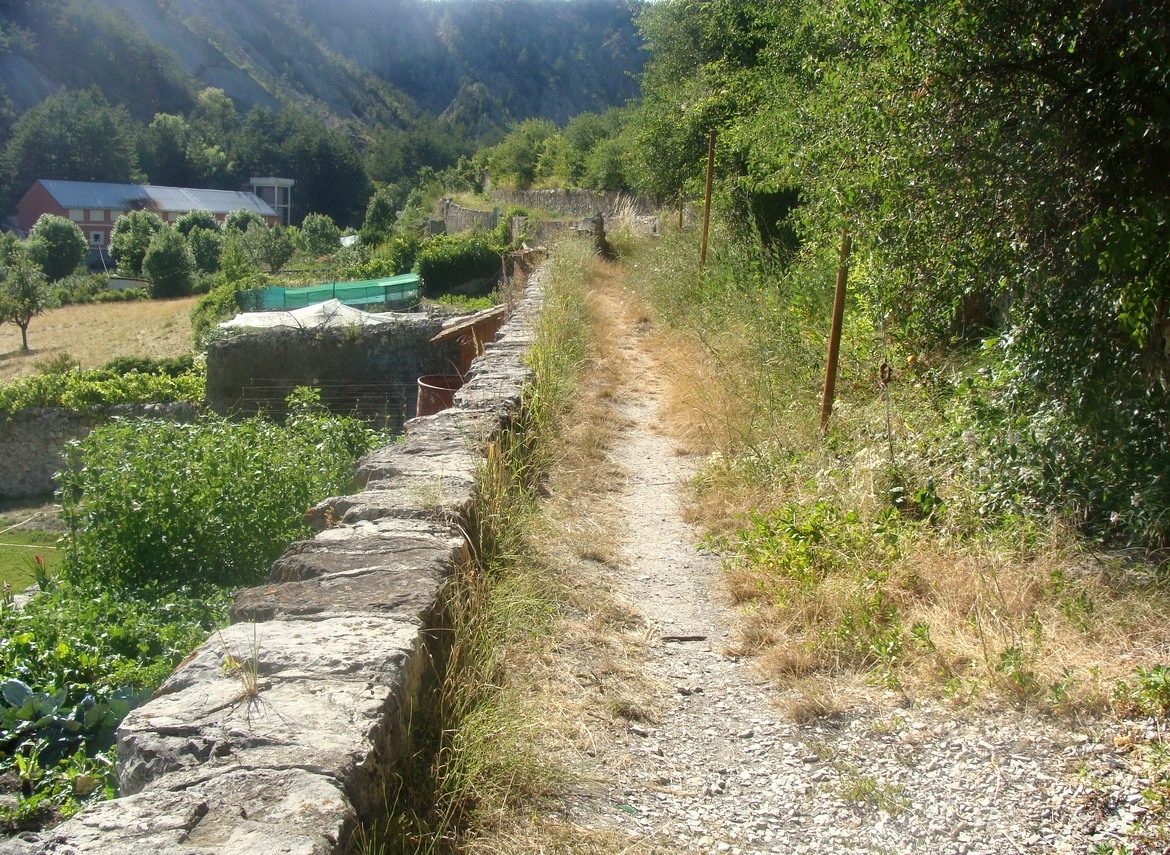